# Clara Braun
Clara Braun war das Pseudonym eines Herausgebers von Lyrikanthologien für Frauen im späten 19. Jahrhundert im Verlag Greiner & Pfeiffer in Stuttgart.

## Ausgaben
Es wurden mindestens zwölf  Anthologien mit Gedichten für die Frauenwelt vom Verlag Greiner & Pfeiffer in Stuttgart herausgegeben. Diese waren meist reich geschmückte Prachtausgaben, teilweise  mit aufgestickten Rosen und  Duftkissen. Die Vorlagen für die Illustrationen schuf Richard Ernst Kepler. Die Gedichte stammten von bekannten Dichtern, wie Schiller und Heine, und von unbekannteren aus dieser Zeit.
Die beliebten Bände wurden in mehreren Auflagen, teilweise bis in die 1920er Jahre herausgegeben.
- Der Liebe Lenz. Lieder der Liebe und Freundschaft, 1880, 4. Auflage 1895, auch als Knospen und Blumen, in Leinen mit Goldschnitt
- Ich soll dich grüßen. Lyrische Gedichte. Ausgewählt von Clara Braun[2]

- Gedichte von A. v. Chamisso. Für die Frauenwelt ausgewählt von Clara Braun
- Gedichte von Josef Freiherr von Eichendorff. Für die Frauenwelt ausgewählt von Clara Braun
- Schiller's Gedichte. Für die Frauenwelt ausgewählt von Clara Braun
- Buch der Lieder von Heinrich Heine,. Für die Frauenwelt ausgewählt von Clara Braun, 1888
- Des Lebens Mai in Bild und  Lied. Gedenkbuch, 1889
- Für alle Tage. Vergissmeinnicht. Gedenk- und Geburtstagsbuch. 1890, 4. Auflage 1896
- Aus der Rosenzeit. Ein Liederstrauß gesammelt von Clara Braun, mit Randverzierungen und zwölf Photogravuren, 1890, 5. Auflage Digitalisat
- Der Schönsten die Rose. Lieder deutscher Dichter, 1890, 3. Auflage 1895, mit farbigen Randeinfassungen und acht bunten Lichtdrucken, in Leinen mit seidenen Riechkissen
- Der Rose Erwachen. Lieder deutscher Dichter, 1893, 4. Auflage 1895, mit farbigen Ornamenten und acht farbigen Vollbildern, gebunden in Celluloid mit Goldschnitt
- Klassisches Vergißmeinnicht. Gedenkbuch für alle Tage des Jahres. Der Freundschaft, Liebe und Weisheit gewidmet, 1896, Neuauflage 1921[3]
- Gedenke mein! Blüten und Perlen, 1897, 2. Auflage, mit farbigen Abbildungen, mit Goldschnitt

## Identität
Die Identität des Herausgebers ist bisher unsicher. Vorbilder waren die erfolgreichen Lyrikanthologien für Frauen von Karl Zettel in diesem Verlag. Es gibt diese Möglichkeiten
- Carl August Pfeiffer (1843–nach 1900), Mitinhaber des Verlags Greiner & Pfeiffer, war für die verschiedenen Anthologien in seinem Verlag verantwortlich und bearbeitete viele Texte selber. Der wichtige Verlagshistoriker Rudolf Schmidt nannte ihn 1903 als Verfasser der Anthologien, worin ihm später die Germanisten Jutta Assel und Georg Jäger zustimmten[5]
- Gottlob Maisch (1825–1908), Professor, Theologe und Historiker, verfasste Sachbücher mit historischen und theologischen Themen. Das Deutsche Literatur-Lexikon nannte ihn 1949 als Herausgeber.[6] Diese Vermutung ist unverständlich, da es in dessen Werk keine erkennbaren Bezüge zu den Anthologien gab.
- möglicherweise eine weitere Person im Umfeld des Verlages als Unterstützung